# Cerámica Tokoname

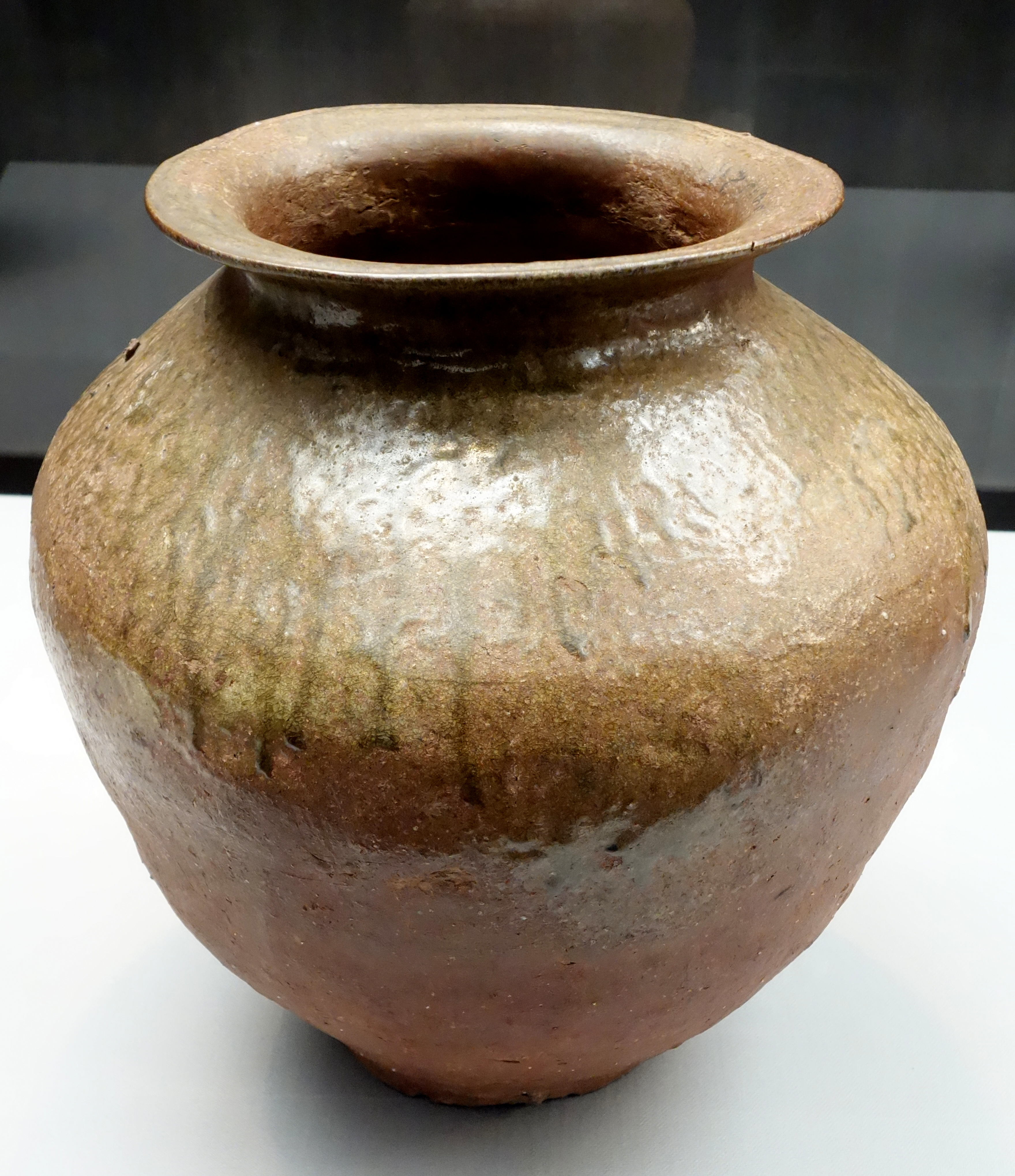
Jarra de cerámica en esmalte natural del periodo Heian (excavada en Ise, Mie, mantenida en el Museo Nacional de Tokio)

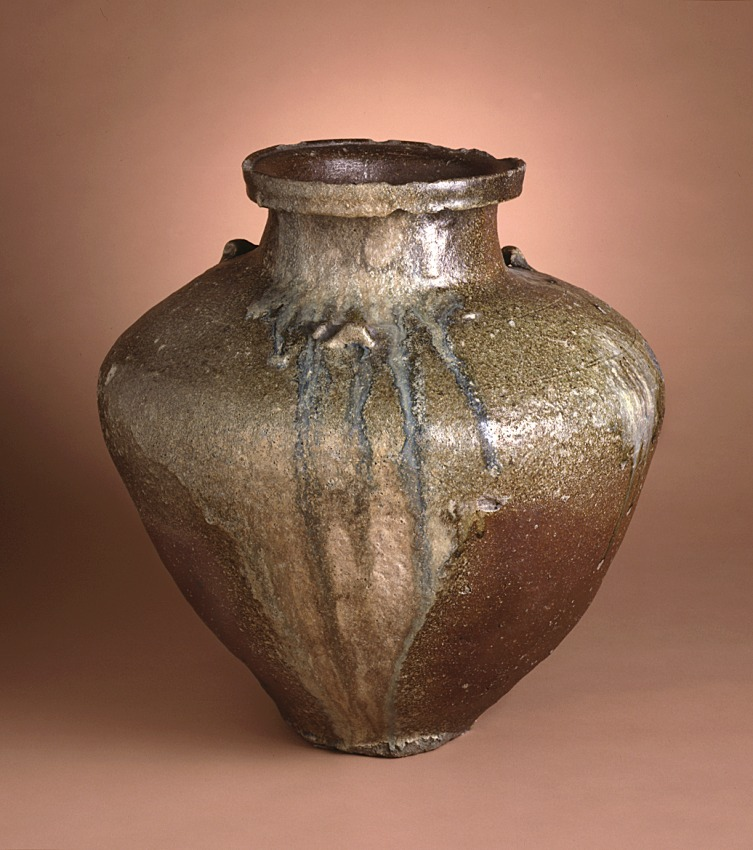
Gres con esmalte de cenizas Coil-construida a partir del período Kamakura (Museo de Arte del Condado de Los Ángeles)

Cerámica de Tokoname (常滑焼 Tokoname-yaki?) se refiere a un tipo de cerámica japonesa, gres y cerámica producida en los alrededores de la zona de Nagoya, Aichi, Japón. Tokoname fue la ubicación de uno de los seis hornos antiguos de Japón.

## Historia
La cerámica hecha en Tokoname se remonta al siglo XII. Durante el periodo Heian, en ese entonces lo que ahora se denomina cerámica Tokoname ya era parte de la vida diaria. El horno Takasaka fue construido en el siglo XIV. Hacia el final del periodo Edo en el siglo XIX, Koie Hokyu completó una recámara de "horno escalado" (nobori-gama). Su hijo Koie Hoju estableció la reputación de la vajilla moderna Tokoname. Sentó las bases para la toma de tubería de barro e introdujo la cerámica roja por la que la ciudad se hizo famosa. Una estatua fue posteriormente levantada en su honor en la ciudad.
La construcción de la línea Meitetsu Tokoname en la era Meiji favoreció la producción y proporcionó el transporte para la producción creciente de baldosas durante la era Taisho.
Las tradiciones de la cerámica de la artesanía se han mantenido con vida por generaciones de alfareros. En 1998, el alfarero de tercera generación Yamada Jozan fue nombrado Tesoro nacional viviente, después de ser reconocido como un activo nacional intangible cultural por hacer pequeños vasos de las libaciones. En enero de 2007, Tokoname estaba protegido oficialmente como una marca local.
Los productos de la cerámica Tokoname que son famosos hoy en día son el carillón de vientos, cerámica roja tazones de té, servidores de té y de shochu, y quemadores de incienso.
La cerámica Tokoname se puede encontrar a través de la Asociación de Cerámica Tokoname Unión de Cooperativas, la Asociación de Comercio mayorista de Cerámica Tokoname y el centro mayorista de artesanías Tokoname Ceramall.

## Horno escalado

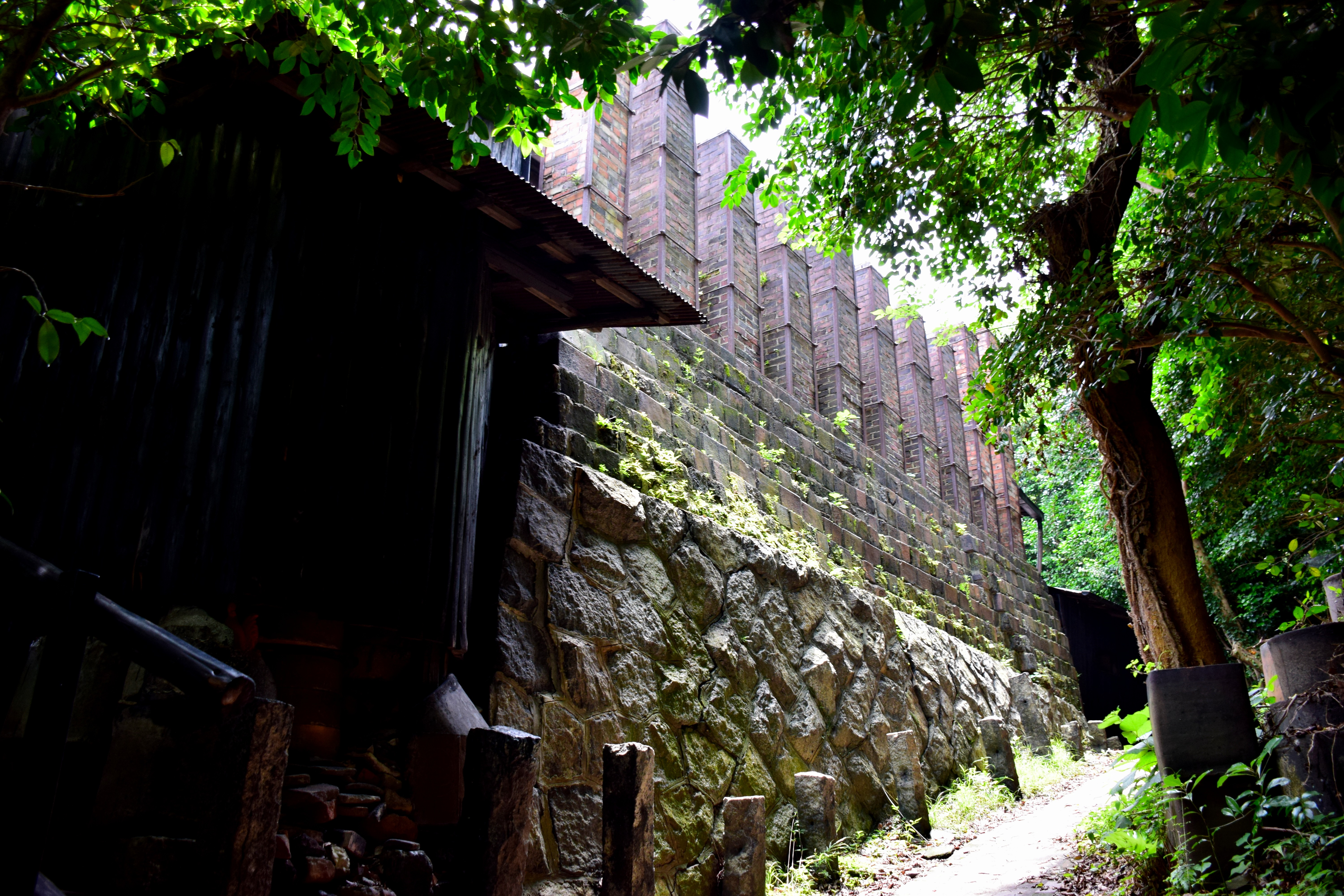
Horno Toei

Alrededor de 60 hornos escalados anteriormente operaban en Tokoname. El horno Toei operaba desde hacía 1887 a 1974, y es el mayor horno de escalada en Japón. Cuenta con ocho cámaras de disparo que ejecutan un plano inclinado 17° y diez chimeneas de altura variable.